# Have a Cigar
Have a Cigar ist ein Lied der britischen Rockband Pink Floyd aus dem Jahre 1975, das auf ihrem Studioalbum Wish You Were Here erschien. Es wurde von Roy Harper gesungen, der kein Teil der Band war. Es ist neben The Great Gig In The Sky das einzige Stück von Pink Floyd, in dem kein Teil der Gruppe den Hauptgesang übernimmt.

## Inhalt und Aufnahme
Musik und Text stammen von Roger Waters, der die Heuchelei und Gier in der Musikindustrie kritisiert. Es steht an dritter Stelle des Albums und eröffnet die zweite Seite.
Bei den ersten Aufnahmen des Stückes versuchten sich Waters und Gilmour am Gesang von Have a Cigar, am Ende sogar im Duett. Jedoch waren sie bei allen Aufnahmen mit dem Ergebnis nicht zufrieden, was am Schluss dazu führte, dass das Lied in 56 Takes aufgenommen wurde. Dies stellte einen neuen Rekord dar.
Während den Aufnahmen zu dem Stück nahm der Folk-Musiker Roy Harper sein Album HQ im Studio 2 von Abbey Road auf und bot an, den Gesangspart zu übernehmen. Waters gefiel Harpers Version nicht, trotzdem entschied sich die Band am Schluss für diese.

## Versionen
Have A Cigar ist neben der Album-Version auch 1976 als Single gemeinsam mit Shine On You Crazy Diamond in Europa und mit Welcome to the Machine in den USA erschienen.
Live tauchte das Lied zum ersten Mal 1975 in der Setlist auf, wo es Shine On You Crazy Diamond unterbrach. Auf der In The Flesh-Tournee im Jahr 1977 wurde es ebenfalls als Teil des gesamten Albums interpretiert. Danach tauchte es nur noch sporadisch auf Live-Konzerten von Pink Floyd auf. Roy Harper spielte das Stück ebenfalls zu manchen Anlässen.
Im Immersion Boxset zu dem Album Wish You Were Here ist eine Alternative Version mit David Gilmour und Roger Waters als Sänger enthalten.

## Besetzung
- Roy Harper – Gesang
- David Gilmour – Gitarre
- Richard Wright – Wurlitzer Electric Piano, ARP Solina String Ensemble, Minimoog, Hohner Clavinet D6
- Roger Waters – Bass
- Nick Mason – Schlagzeug